# Дјодато (Козенца)
Дјодато је насеље у Италији у округу Козенца, региону Калабрија.
Према процени из 2011. у насељу је живело 225 становника. Насеље се налази на надморској висини од 478 м.